# Johann Schweigger

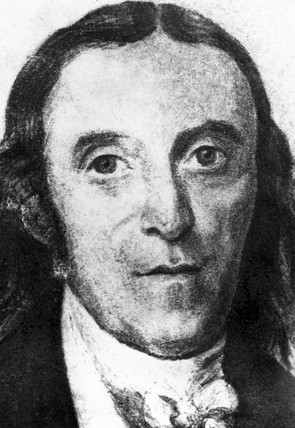
Johann Schweigger

Johan(n) Salomo Christoph Schweigger (Erlangen, 8 april 1779 – Halle, 6 september 1857) was een Duits natuur- en scheikundige. In 1820 bouwde hij de eerste galvanometer om de grootte en richting te bepalen van elektrische stromen.

## Biografie
Schweigger werd opgeleid aan de universiteit van Erlangen, waar hij in 1800 zijn doctoraat in filosofie ontving onder begeleiding van de filosoof Franz August Wolf. Later veranderde hij zijn carrière naar die van wetenschap en wiskunde door invloed van de schei-/natuurkundige Georg Friedrich Hildebrandt, de wiskundige Karl Christian Langsdorff en de astronoom Johann Tobias Mayer.
In oktober 1803 werd hij aangesteld als professor aan een gymnasium in Bayreuth en in 1811 aan de Polytechnische school in Nürnberg. Later werd Schweigger professor in natuur- en scheikunde in Erlangen. Maar het grootste deel van zijn academische carrière – van 1820 tot aan zijn overlijden in 1857 – was hij verbonden aan de Universiteit van Halle.
In 1811 startte hij met de heruitgave van Journals für Chemie und Physik van Adolf Gehlen onder de naam Jahrbuch für Chemie und Physik (54 delen), welke later door de aangenomen zoon van zijn broer, Franz Wilhelm Schweigger-Siedel, werd voortgezet.

## Galvanometer
Na de ontdekking van elektromagnetisme in juli 1820 door Hans Christian Ørsted, behoorde Schweigger tot de groep van de eerste wetenschappers die dit nieuwe fenomeen begonnen te onderzoeken. Via experimenten herhaalde hij Ørsteds bevindingen dat een kompasnaald van richting verandert als deze in de nabijheid wordt gebracht van een stroomvoerende geleider, aangesloten op een zuil van Volta. Schweigger merkte op dat de kompasnaald de andere kant opdraaide indien de polen van de zuil werden verwisseld.
Om het effect van de stroomvoerende geleider op de kompasnaald te vergroten kwam hij op het idee om de geleider op een houten spoelvorm te wikkelen, waar hij de naald verticaal in monteerde. Door het aantal windingen steeds verder te vergroten zag hij dat het effect op de kompasnaald evenredig vermenigvuldigde.
Op 16 september publiceerde hij zijn resultaten aan de universiteit in een schrijven, die in november 1820 werd opgenomen in een uitgave van de Literary Gazette. Schweigger noemde zijn toestel de elektromagnetische multiplicator (later galvanometer) en zou een belangrijk meetinstrument worden voor het meten van elektrische stromen en spanningen.

## Werken
- Einleitung in die Mythologie auf dem Standpunkte der Naturwissenschaft (1836)
- Über naturwissenschaftliche Mysterien in ihrem Verhältnis zur Litteratur des Altertums (1843)
- Über das Elektron der Alten (1848)
- Über die stöchiometrischen Reihen (1853)

- Gemeinsame Normdatei: 118795775
- International Standard Name Identifier: 0000 0000 8392 1032
- Library of Congress Control Number: no2001050338
- Mathematics Genealogy Project: 101893
- Nationale Bibliotheek van Tsjechië: xx0043811
- Nationale bibliotheek van Australië: 36022919
- Nationale Bibliotheek van Israël: 987007288407005171
- Nederlandse Thesaurus van Auteursnamen: 155575775
- Système universitaire de documentation: 181655756
- Trove: 1190206
- Virtual International Authority File: 69725713
- WorldCat: E39PBJqK9ctkwVMhxvQmfkdCwC